# 爪哇犀
爪哇犀也稱 小獨角犀，屬奇蹄目犀科，與印度犀是近親。目前幾近于絕種，只剩下五十至六十頭左右，因为过度捕杀，目前仅在印尼的爪哇岛还有一个种群残存，其中印度亚种和越南亚种已经灭绝。爪哇犀在1989年曾於越南的吉仙國家公園用紅外線照相機拍到，当时相信至少還有大约13隻的族群（為爪哇犀的亞種越南爪哇犀）；但因为越南保护措施的无力，以及偷猎者猎杀手段的不断升级，越南的爪哇犀已在2010年4月因为持续偷猎的猖獗最终灭绝。现在仅仅在印尼爪哇島的烏戎庫隆國家公園，還有50多头存活。爪哇犀不像其他犀牛會衝撞太靠近的人或動物，只要有一點風吹草動，爪哇犀便會逃之夭夭。

## 外表特徵
雄性的爪哇犀的角較雌性短，只有大約二十三厘米長。

## 現況
越南亞種
據信是越南的最後一头雌性爪哇犀於2010年4月被盜獵者杀害於吉仙國家公園，其犀角被割去，此後，世界自然保护联盟的人员和越南本地的研究人员在进行全境调查后，再也没有在越南發現活犀牛的身影、足跡或糞便。因此世界自然基金會（WWF）與國際犀牛基金會（IRF）在对越南进行全国地调查后宣布，最后一头爪哇犀已在2010年4月被杀害，爪哇犀已絕跡於越南，同时也标志着越南亚种的爪哇犀也已灭绝。越南亞種也曾經分佈於中國雲南，但於1922年就已滅絕，2000年在緬泰邊境的達維鎮地區發現了兩隻個體。
印度亞種
據信印度亞種曾經分佈在孟加拉及印度，在19世纪末期间，一头印度爪哇犀牛在孟加拉国东北部锡尔赫特附近的茶园被一个叫Gordon Fraser的茶园园主杀死，一个叫Wood的人报道了这一事件，但忘了添加日期。
在1874年，一头印度爪哇犀牛被柏林动物园的一个负责人从加尔各答运往英国伦敦动物园，該犀牛後於1884年死亡。
1881年2月24日由丹麦的一名叫J.A.Moller的猎人在西孟加拉邦北部的Jalpaiguri区的Moraghat射杀的，这是一只年轻的雌性，其头骨(缺少前上颌骨和一些牙齿)现在保存在哥本哈根的动物园博物馆，并且这条记录也是印度爪哇犀牛这一亚种印度境内的最后一条明确的记录。
印尼亞種
分佈在印尼的烏戎庫隆國家公園 (UKNP)。 UKNP 自 1967 年以來一直對爪哇犀牛族群進行密集監測，當時公園估計僅存 25 頭。此後，犀牛種群緩慢增長，預計 2022 年將達到 76 頭。但印尼環境和林業部指出，這 76 頭犀牛中有 15 頭在過去三年中沒有被相機陷阱發現（其中3頭最近被發現）。

## 外部連結
- 國際犀牛保護基金會 https://web.archive.org/web/20071011002729/http://www.rhinos-irf.org/
- ARKive - 爪哇犀的圖像與視頻 (Rhinoceros sondaicus)